# Brâncoveni, Olt
Brâncoveni este satul de reședință al comunei cu același nume din județul Olt, Oltenia, România.
Voievodul Țării Românești Matei Basarab s-a născut în Brâncoveni, în anul 1580. Tot aici s-a născut, în 1654, voievodul Constantin Brâncoveanu.